# Semiothisa gambarina
Semiothisa gambarina là một loài bướm đêm trong họ Geometridae.